# Jules Leroux (écrivain)
Pour les articles homonymes, voir Jules Leroux et Leroux.
Jules Auguste Leroux, né le 11 décembre 1880 à Villers-Semeuse (Ardennes) et mort au combat le 16 juin 1915 à Roclincourt, est un écrivain et un poète français du XXe siècle. Certains le considèrent comme l’inventeur du roman ardennais. Son nom est inscrit au Panthéon dans la liste des 560 écrivains morts pour la France pendant la Première Guerre mondiale.

## Biographie
Tôt orphelin de père — ses héros Léon Chatry et Paul Francolin le seront également — Jules Leroux est remarqué par son instituteur, Monsieur Richer, qui obtient de sa mère, l'autorisation de se charger de lui.
Il suit à son tour les cours de l'École normale de Charleville (actuellement Charleville-Mézières), où il entre en 1897.
Dès 1899, il est instituteur à Gespunsart puis Nouzonville.
Il enseigne à l'École Normale de Douai en tant que maître-interne et professeur de lettres, et il est chargé du cours de l'Histoire de l'Art à l'École Municipale des Beaux-arts où il rencontre un vif succès.
Jules Leroux, encore méconnu, établit des liens plus ou moins importants qui vont, pour certains, faciliter son « entrée en littérature ». Louis Pergaud l’apprécie sans doute : Leroux lui adresse L’Herbe d’Avril, ce dont il est remercié dans une lettre datée du 15 mars 1908.
Dès lors, Pergaud, auteur déjà reconnu, oriente son condisciple vers l’éditeur Figuière qui révèle notamment Georges Duhamel, Jules Romains, George Bernard Shaw, Paul Fort (préface de la réédition de Léon Chatry, instituteur en 1936). Ce détecteur de talent accepte, sans réserve, de « lancer » celui qu’il perçoit « comme une des plus belles figures de sa jeunesse » (même préface) : il édite Une Fille de Rien en 1911, puis toute l'œuvre. L’écrivain aimerait que son premier ouvrage soit aussi reconnu digne de « la suprême distinction », en 1911. Il sollicite alors, tout naturellement, conseils et appui auprès du lauréat de 1910. Mais le jury récompense Alphonse de Chateaubriant pour Monsieur des Lourdines. Pour autant, le jury reconnaît « combien il y avait […] d’ingéniosité et d’art dans l'œuvre de Pergaud », le « peintre excellent » nous faisant « admirablement voir la campagne », ses « grandes lignes » et ses « couleurs ». Mais, « Leroux nous en fait sentir l’âme », estimant supérieure la plume de celui qui n’a pas eu le prix.
Volontaire en 1914, Jules Leroux est blessé à la main. Guéri, il remonte au front. Nommé caporal au 41e régiment d'infanterie le 14 juin 1915, il disparaît deux jours plus tard le 16 juin 1915 aux combats à Roclincourt ; par jugement du tribunal de Douai, le décès est transcrit le 3 mai 1921 à Douai. Jules Leroux est déclaré « Mort pour la France »,.

## Publications
- Les Franges du rêve, poèmes, 1908[6]
- L'Aube sur Béthanie, poème dramatique en un acte, tiré de l'Évangile, Roubaix, édition du Beffroi, 1908[7],[8]
- À la forêt d'Ardenne, poème, 1909 repris dans La Brume Dorée
- La Brume Dorée, poèmes, édité à frais d'auteur en 1909, Paris, E. Sansot, 1910[9]
- Une Fille de rien, roman, éditions Eugène Figuières, 1911[10],[11]
- À propos d'un tableau de l'Église Notre-Dame de Douai, article, 1911
- Jehan Bellegambe, 1911 Douai[12]
- La Muse Noire, poèmes, éditions Eugène Figuières, 1911, deuxième édition en 1912[13]
- Jean de Bologne, éditions Figuières, 1913[14]
- Léon Chatry, instituteur, roman, éditions Eugène Figuières, 1913[15] ; rééd. 1936[16] ; rééd. éditions L'amitié par le livre, 1950 ; rééd. éditions La manufacture, 1985[17]
- Le Pain et le Blé, roman posthume (déposé aux éditions Figuières en 1914), éditions Athéna, 1922[18],[19] ; paru en feuilleton dans le Journal des Ardennes à partir de 1923

## Adaptations
L'écrivain ardennais Franz Bartelt découvre le roman Léon Chatry, instituteur en 1985 et l'adapte pour la radio. France Culture le diffuse sous la forme d'un feuilleton de six épisodes en 1991.

## Autour de Jules Leroux
- Le collège de Villers-Semeuse porte le nom de Jules Leroux[21]. Une sculpture signée Hervé Tonglet y représente le buste de l'écrivain.
- La maison natale, située 11, place Jules Leroux, porte une plaque commémorative inaugurée par le préfet des Ardennes.
- Son nom est inscrit sur le monument aux morts de Villers-Semeuse situé place Jules Leroux[22], sur la plaque commémorative située dans l'ancienne École Nationale d'Instituteurs à Charleville-Mézières[23], ainsi que sur le monument aux morts de l’École Normale Supérieure de Lyon, anciennement Saint-Cloud.
- L'auteur-compositeur ardennais Bruno Pia a rendu hommage à l'écrivain, à l'occasion des journées des écrivains Ardennais les 17 et 18 octobre 2009 à Villers-Semeuse, dans une chanson intitulée « Lettre à Jules Leroux »[24].
- Le sculpteur Fernand Binet a réalisé un médaillon de Jules Leroux, conservé au musée de la Chartreuse de Douai[25].